# بورگسدورف
بورگسدورف (به آلمانی: Burgsdorf) یک منطقهٔ مسکونی در آلمان است که در آیسلبن واقع شده‌است. بورگسدورف ۲۰۴ نفر جمعیت دارد.